# S:t Bartolomaios kyrka, Letala
S:t Bartolomaios kyrka (finska: Perttelin kirkko) är en långhuskyrka som ligger i Soukainen by i Letala stad i det finländska landskapet Egentliga Finland. Kyrkan har troligen byggts på 1700-talet, och ursprungligen låg den i byn Valko. Kyrkan är helgad åt Sankt Bartolomaios.
Sankt Bartolomaios kyrka ägs inte av Letala församling utan den förvaltas av byföreningen Soukaisten kyläyhdistys.

## Historia och arkitektur
Sankt Bartolomaios kyrka hade sin egen församling under medeltiden, och år 1544 blev den ett kapell under Letala församling.
Kyrkan har genomgått reparationer år 1800, 1847 och 1896. Vid kyrkans västra gavel finns en låg byggnad som liknar ett vapenhus. På kyrkans tak finns en klockställning som uppfördes 1847. När kyrkan inte hade kyrkklockor användes istället ett horn. Sankt Bartolomaios kyrka restaurerades grundligt år 1932, och år 1965 fick kyrkan nya plankor för ytterväggarna som målades röda. Samtidigt förnyades kyrkans inre tak, och nya kyrkbänkar installerades från Letala Sankt Mikaels kyrka. Kyrkans pärttak ersattes med spåntak år 1969.